# Anopheles crawfordi
Anopheles crawfordi är en tvåvingeart som beskrevs av Reid 1953. Anopheles crawfordi ingår i släktet Anopheles och familjen stickmyggor. Inga underarter finns listade i Catalogue of Life.